# Nicolas Casbois
Dom Nicolas Casbois (1728-1795) est un physicien et œnologue français, né à Huiron (département de la Marne) et décédé à Metz le 3 février 1795. Professeur de théologie, de mathématique et de physique, membre de l’Académie de Metz, il est l'inventeur de la méthode dite de Mademoiselle Gervais pour la fabrication du vin et pour laquelle il obtint une autorisation d'exploitation du gouvernement.
Prieur de Saint-Symphorien, il devint supérieur général de l'Ordre de Saint-Benoît de 1786 à 1788.
Il a fourni les articles « baromètre », « thermomètre » et « tuyaux capillaires » au Supplément de l’Encyclopédie.

## Travaux
- Cours de mathématiques à l'usage du Collège de Metz, 1772-1773.
- Dissertation sur la cause physique d'une espèce d'attraction appelée par les chimistes, affinité, lue à la séance de rentrée de l'Académie de Metz, le 12 novembre 1778.
- Nouvelle manière de graduer un aéromètre, in : Observation sur la physique (...). Tome XV, janvier 1780, Paris, au bureau du Journal de physique, 1789, p. 228-231.